# رحم متنقل
الرحم المتنقل كان هو اعتقاد أن الرحم المنزاح هو سبب العديد من الأمراض الطبية لدى النساء. نشأ هذا الاعتقاد في النصوص الطبية لليونان القديمة، على الرغم من أنه استمر في الطب الأكاديمي الأوروبي لقرون.

## الأصول
كان اعتقاد «الرحم المتنقل» جزءًا من تعاليم أبُقراط. وكان هناك وصف لنظرية «الرحم المتنقل» من الطبيب أريتايوس، طبيب من كابادوكيا كان معاصرًا لـ جالينوس في القرن الثاني. حيث كتب أن الرحم ممكن أن ينتقل من مكانه ويتجول داخل الجسم. كما وصف الفيلسوف أفلاطون هذه الظاهرة أيضًا.:
قد يكون الاعتقاد بأن الرحم يمكنه التحرك بحرية، المشابه للاعتقاد بـ «حيوان داخل حيوان»، جزءًا من المعتقدات الثقافية القديمة في اليونان، ولكن أقدم الكتابات المعروفة لذلك كانت في تعاليم أبُقراط. ويعتقد أن حركة الرحم تسبب الضغط على الأعصاب والشرايين وغيرها من الأعضاء، والتي بدورها تخلق أعراض المرض. لذا كان يعتقد أن هذه الحركة هي السبب في عدد كبير من الأمراض، مثل «الاختناق والنعاس وفقدان النطق والدوار ومشاكل الركبة والصداع ومشاكل بأوردة الأنف وحرقة الفؤاد وعدم انتظام النبض والوفاة».

## وجهات النظر المعارضة
سورانوس إفساس (حوالي 98 إلى 138 قبل الميلاد) كان استثناءً نادرًا بين أطباء أمراض النساء في معارضة نظرية «الرحم المتنقل». كتب سورانوس «لا يخرج الرحم من مكانه مثل الحيوانات البرية من عرينها، مسرورة بالروائح العطرية ومنزعجة من الروائح الكريهة، ولكنه ينضم بسبب التضيُّق الذي يسبب الالتهاب». أصر أيضًا جالينوس أن الرحم ثابت في مكانه. ولكن على الرغم من حقيقة أن سورانوس كان كاتبًا مؤثرًا في علم أمراض النساء وأن جالينوس كان من كتاب الطب اليوناني الروماني وله تأثير عام على طب العصور الوسطى وعصر النهضة في أوروبا، إلا أن الاعتقاد بـ «الرحم المتنقل» استمر لقرون.

## هستيريا
استمر تدريس مفهوم الهستيريا الذي يسببه «الرحم المتنقل» بين أجيال باحثي الطب في أوروبا من جيل إلى الذي يليه حتى بداية العصر الحديث. وقام الباحثون في مجال الطب بتطوير فهم أفضل للتشريح بعد اختراع المجهر في القرن السابع عشر والبحوث الخلوية في القرن التاسع عشر. ومع ذلك، استمر الاعتقاد الأبُقراطي بأن المرأة لها بنية أكثر هشاشة عرضة للاعقلانية والهستيريا. نظرية سيغموند فرويدللا وعي الحر، «عقل داخل عقل»، كانت مشابهة للاعتقاد القديم «حيوان داخل حيوان». كل من «الرحم المتنقل» و«الهيستريا» هي نظريات طبية قديمة فقدت مصداقيتها اليوم.